# Allotinus alkamah
Allotinus alkamah är en fjärilsart som beskrevs av William Lucas Distant 1886. Allotinus alkamah ingår i släktet Allotinus och familjen juvelvingar. Inga underarter finns listade i Catalogue of Life.